# 도마베치역
도마베치역(일본어: 苫米地駅)은 일본 아오모리현 산노헤군 난부정에 위치한 아오이모리 철도 아오이모리 철도선의 철도역이다. 이 역은 시점인 메토키 역으로부터 18.2km 떨어져 있으며, 도쿄역부터는 635.5km 만큼 떨어져 있는 역이다.

## 승강장
상대식 승강장 2면 2선의 지상역이며 양쪽 승강장은 과선교로 이어져 있다. 역사무원은 없다.

### 타는 곳
| 번호 | 노선                | 방향 | 행선                     |
| ---- | ------------------- | ---- | ------------------------ |
| 1    | ■ 아오이모리 철도선 | 하행 | 하치노헤 · 아오모리 방면 |
| 2    | ■ 아오이모리 철도선 | 상행 | 산노헤 · 모리오카 방면   |

## 역세권 정보
- 국도 제104호선

## 역사
- 1961년 8월 15일: 영업 개시.
- 1987년 4월 1일 : 민영화에 따라, 동일본 여객철도가 계승.
- 2002년 12월 1일 : 도호쿠 신칸센이 하치노헤 역까지 연장 개통함에 따라 아오이모리 철도로 이관.

## 인접역
| 아오이모리 철도 ■ 아오이모리 철도선 | 아오이모리 철도 ■ 아오이모리 철도선 | 아오이모리 철도 ■ 아오이모리 철도선 |
| ----------------------------------- | ----------------------------------- | ----------------------------------- |
| 겐요시 모리오카 방면                | 보통                                | 기타타카이와 하치노헤 방면          |